# Клодий (трибун 104 пр.н.е.)
Вижте пояснителната страница за други личности с името Клодий.
Клодий (на латински: Clodius) е политик на Римската република през края на 2 век пр.н.е.

## Биография
Произлиза от фамилията Клавдии. Около 104 пр.н.е. той е народен трибун заедно с Луций Марций Филип. Подготвя се аграрен закон. Консули тази година са Гай Марий и Гай Флавий Фимбрия.